# 1937年至1938年英格蘭足總盃
1937/38球季英格蘭足總盃（英語：FA Cup），是第63屆英格蘭足總盃，今屆賽事的冠軍是普雷斯頓，他們在決賽以1:0 (加時)擊敗哈特斯菲爾德，奪得冠軍。本屆賽事繼續在舊溫布萊球場舉行。
普雷斯頓第二次贏得足總盃冠軍。

## 外部連結
1. 英格蘭足總盃官網Archive-It的存檔，存档日期2012-04-24
2. 英格蘭足總盃 歷屆冠軍（页面存档备份，存于）